# ピナスカ
ピナスカ（伊: Pinasca）は、イタリア共和国ピエモンテ州トリノ県にある、人口約2,900人の基礎自治体（コムーネ）。

## 地理

### 位置・広がり

#### 隣接コムーネ
隣接するコムーネは以下の通り。
- クミアーナ
- フロッサスコ
- ジャヴェーノ
- インヴェルソ・ピナスカ
- ペローザ・アルジェンティーナ
- ピネローロ
- サン・ピエトロ・ヴァル・レーミナ
- ヴィッラール・ペローザ

## 行政

### 分離集落
ピナスカには、以下の分離集落（フラツィオーネ）がある。
- Dubbione, Grandubbione, Castelnuovo, Borgo Soullier

## 姉妹都市
- Wiernsheim、ドイツ 1982年